# 45e cérémonie des International Emmy Awards
Pour la cérémonie principale des Emmy Awards récompensant les programmes télévisés diffusés en primetime aux États-Unis, voir la 69e cérémonie des Primetime Emmy Awards.
La 45e cérémonie des International Emmy Awards, décernés par l'International Academy of Television Arts and Sciences, a eu lieu le 20 novembre 2017, et a récompensé les programmes télévisés internationaux diffusés au cours de la saison 2016-2017.

## Palmarès

### Meilleur programme artistique
- Hip-Hop Evolution

### Meilleur acteur
- Kenneth Branagh pour Wallander

### Meilleure actrice
- Anna Friel pour Marcella

### Meilleure comédie
- Alan Partridge's Scissored Isle

### Meilleur documentaire
- EXODUS: Our Journey to Europe

### Meilleure série dramatique
- Mammon, la révélation

### Meilleur programme de divertissement non-scénarisé
- Sorry Voor Alles

### Meilleure telenovela
- Endless Love

### Meilleur téléfilm / mini-série
- Ne m'abandonne pas

### Meilleur programme de prime-time non-anglais
- Sr. Ávila